# 54. Berlini Nemzetközi Filmfesztivál
Az 54. Berlini Nemzetközi Filmfesztivál 2004. február 5. és 15. között rendezték meg, a nyitófilm Anthony Minghellatól az Hideghegy, míg a zárófilm Stéphane Vuillettől a 25 degrés en hiver volt. A fesztivál zsűrielnöke Frances McDormand amerikai színésznő volt. Az Arany Medve díjat Fatih Akın filmje, a Fallal szemben nyerte. A fesztivál retrospektív programmja New Hollywood 1967-1976 címen futott és a hollywoodi újhullámos filmeket vetítették a kor olyan filmkészítőivel és színészeivel közreműködve, mint Peter Davis, Peter Fonda, William Greaves, Monte Hellman és Melvin Van Peebles.

## Zsűri
Az alábbi emberek voltak a fesztivál zsűrijének tagjai:

### Filmek
- Frances McDormand, amerikai színésznő - Zsűrielnök
- Maji-da Abdi, etióp filmkészítő és producer
- Valeria Bruni Tedeschi, olasz színésznő
- Samira Makhmalbaf, iráni filmkészítő
- Peter Rommel, német producer
- Gabriele Salvatores, olasz filmkészítő
- Dan Talbot, amerikai forgalmazó

### Rövidfilmek
- Christine Dollhofer, ausztrál újságíró és rendezvényvszervező
- Sophie Maintigneux, francia vezető operatőr
- Vinca Wiedemann, dán producer

## Versenyben lévő filmek
Az alábbi filmek voltak versenyben az Arany Medve- és az Ezüst Medve-díjakért:
| Magyar cím                             | Eredeti cím                      | Rendező                 | Ország                                                               |
| -------------------------------------- | -------------------------------- | ----------------------- | -------------------------------------------------------------------- |
| Er shi san shi si shi                  | 20 30 40                         | Sylvia Chang            | Hongkong, Tajvan, Japán                                              |
| 25 degrés en hiver                     | 25 degrés en hiver               | Stéphane Vuillet        | Belgium, Franciaország, Ororszország, Spanyolország                  |
| Gyönyörű ország                        | The Beautiful Country            | Hans Petter Moland      | Amerikai Egyesült Államok, Norvégia                                  |
| Mielőtt lemegy a Nap                   | Before Sunset                    | Richard Linklater       | Amerikai Egyesült Államok                                            |
| Fordulatok                             | Om jag vänder mig om             | Björn Runge             | Svédország                                                           |
| Vágott verzió                          | The Final Cut                    | Omar Naim               | Kanada, Németország                                                  |
| Első szerelem                          | Primo Amore                      | Matteo Garrone          | Olaszország                                                          |
| Fallal szemben                         | Gegen die Wand                   | Fatih Akın              | Németország, Törökország                                             |
| Intim vallomások                       | Confidences trop intimes         | Patrice Leconte         | Franciaország                                                        |
| Az én házamban                         | In My Country                    | John Boorman            | Egyesült Királyság, Írország, Dél-Amerika                            |
| Bűnök                                  | Forbrydelser                     | Annette K. Olesen       | Dánia                                                                |
| Még egy csók                           | Ae Fond Kiss...                  | Ken Loach               | Egyesült Királyság, Belgium, Németország, Olaszország, Spanyolország |
| Elveszett ölelés                       | El Abrazo Partido                | Daniel Burman           | Argentína, Franciaország, Olaszország, Spanyolország                 |
| Üdvözlégy Mária, kegyelemmel teljes... | Maria Full of Grace              | Joshua Marston          | Amerikai Egyesült Államok, Kolumbia                                  |
| Az eltűntek                            | The Missing                      | Ron Howard              | Amerikai Egyesült Államok                                            |
| A rém                                  | Monster                          | Patty Jenkins           | Amerikai Egyesült Államok, Németország                               |
| Die Nacht singt ihre Lieder            | Die Nacht singt ihre Lieder      | Romuald Karmakar        | Németország                                                          |
| Piros lámpák                           | Feux rouges                      | Cédric Kahn             | Franciaország                                                        |
| Az irgalmas lány                       | 사마리아                         | Kim Gidok               | Dél-Korea                                                            |
| Triplaügynök                           | Triple Agent                     | Éric Rohmer             | Franciaország, Spanyolország, Olaszország, Görögország, Oroszország  |
| A könnyező mező                        | Τριλογία: Το λιβάδι που δακρύζει | Theodoros Angelopoulos  | Görögország, Németország, Franciaország, Olaszország                 |
| Szemtanúk                              | Svjedoci                         | Vinko Brešan            | Horvátország                                                         |
| La vida que te espera                  | La vida que te espera            | Manuel Gutiérrez Aragón | Spanyolország                                                        |

### Versenyen kívüli filmek
- Hideghegy (Anthony Minghella) (nyitófilm)
- 25 degrés en hiver (Stéphane Vuillet) (zárófilm)

### Rövidfilmek
Az alábbi rövidfilmek szerepeltek a fesztivál programjában:
| Magyar cím                              | Eredeti cím                             | Rendező                        | Ország                          |
| --------------------------------------- | --------------------------------------- | ------------------------------ | ------------------------------- |
| Käfer                                   | Käfer                                   | Igor Ivanov Izi                | Makedónia                       |
| Un cartus de kent si un pachet de cafea | Un cartus de kent si un pachet de cafea | Cristi Puiu                    | Románia                         |
| Dajo                                    | Dajo                                    | Hanro Smitsman                 | Hollandia                       |
| Goodbye, Cruel World                    | Goodbye, Cruel World                    | Vito Rocco                     | Amerikai Egyesült Államok       |
| Vet!                                    | Vet!                                    | Karin Junger, Brigit Hillenius | Hollandia                       |
| Little Man                              | Little Man                              | Martin Brierley                | Egyesült Királyság, Dél-Amerika |
| Ola's Box of Clovers                    | Ola's Box of Clovers                    | Genevieve Anderson             | Amerikai Egyesült Államok       |
| Public/Private                          | Public/Private                          | Christoph Behl                 | Argentína                       |
| De regels van het vliegen               | De regels van het vliegen               | Eugenie Jansen                 | Hollandia                       |
| Russelltribunalen                       | Russelltribunalen                       | Staffan Lamm                   | Svédország                      |
| Sapiens                                 | Sapiens                                 | Aleksandr Rogozhkin            | Oroszország                     |
| The Scree                               | The Scree                               | Paul McDermott                 | Ausztrália                      |
| The Soul Hunter                         | The Soul Hunter                         | Christine Rebet                | Németország                     |
| True                                    | True                                    | Tom Tykwer                     | Németország, Franciaország      |
| Le vilain petit poussin                 | Le vilain petit poussin                 | Rachid Bouchareb               | Franciaország                   |
| Con qué la lavaré?                      | Con qué la lavaré?                      | María Trénor                   | Spanyolország                   |
| Kvinnans Plats                          | Kvinnans Plats                          | Ewa Cederstam                  | Svédország                      |

## Győztesek
- Arany Medve: Fallal szemben (Fatih Akın)
- Zsűri Nagydíja: Elveszett ölelés (Daniel Burman)
- Ezüst Medve díj a legjobb rendezőnek: Kim Gidok (Az irgalmas lány)
- Ezüst Medve díj a legjobb színésznőnek:
  - Catalina Sandino Moreno (Üdvözlégy Mária, kegyelemmel teljes...)
  - Charlize Theron (A rém)
- Ezüst Medve díj a legjobb színésznek: Daniel Hendler (Elveszett ölelés)
- Ezüst Medve díj a legjobb filmzenének: Banda Osiris (Első szerelem)
- Ezüst Medve díj a kiemelkedő művészi teljesítményért: Leif Andrée, Pernilla August, Jan Coster, Jakob Eklund, Ingvar Hirdwall, Magnus Krepper, Johan Kvarnström, Camilla Larsson, Marika Lindström, Peter Lorentzon, Hampus Penttinen, Ann Petrén, Marie Richardson, Jenny Svärdsäter, Claes-Göran Turesson (Fordulatok)
- Tiszteletbeli Arany Medve
  - Fernando E. Solanas
- Rövidfilmek
  - Arany Medve a legjobb rövidfilmnek: Cigarettes and Coffee (Cristi Puiu)
  - Ezüst Medve díj: Great! (Karin Junger, Brigit Hillenius)
  - Tiszteletbeli említés: Public/Private (Christoph Behl)
- Berlinale Kamera
  - Willy Sommerfeld
  - Regina Ziegler
  - Erika Rabau
  - Rolf Bähr
- Panorama Publikumspreis, a Közönség-díj
  - Legjobb egész estés film: Die Spielwütigen (Andres Veiel)
  - Legjobb rövidfilm: En del av mitt hjärta (Johan Brisinger)
- Kristály Medve a legjobb gyermekek részére készített filmnek
  - Legjobb rövidfilm: Nuit d'orage (Michèle Lemieux)
  - Tiszteletbeli említés:
    - Circuit marine (Isabelle Favez)
    - Maree (James Pellerito)

  - Legjobb egész estés film: Magnifico (Maryo J. De Los Reyes)
  - Tiszteletbeli említés:
    - Vakrepülés (Bernd Sahling)
    - Özönvíz (Jacques-Rémy Girerd)

  - 14plus: Legjobb egész estés film: The Wooden Camera (Ntshaveni Wa Luruli)
    - Tiszteletbeli említés: Quality of Life (Benjamin Morgan)
- FIPRESCI-díj
  - Fallal szemben (Fatih Akın)

## Fordítás
- Ez a szócikk részben vagy egészben  a(z)   54th Berlin International Film Festival című angol Wikipédia-szócikk fordításán alapul.  Az eredeti cikk szerkesztőit annak laptörténete sorolja fel. Ez a jelzés csupán a megfogalmazás eredetét és a szerzői jogokat jelzi, nem szolgál a cikkben szereplő információk forrásmegjelöléseként.